# Deer Park, Melbourne
Deer Park är förort till Melbourne i Australien. Den ligger i kommunen Brimbank och delstaten Victoria, omkring 17 kilometer väster om Melbourne. Antalet invånare är 16 204.
Runt Deer Park är det mycket tätbefolkat, med 1 361 invånare per kvadratkilometer.. Närmaste större samhälle är Melbourne, omkring 17 kilometer öster om Deer Park. 
Runt Deer Park är det i huvudsak tätbebyggt. Genomsnittlig årsnederbörd är 971 millimeter. Den regnigaste månaden är juni, med i genomsnitt 115 mm nederbörd, och den torraste är januari, med 34 mm nederbörd.